# Defense Satellite Communications System
Das Defense Satellite Communications System (DSCS) ist ein Satellitenkommunikationssystem der US-amerikanischen Streitkräfte, das zur globalen Kommunikation der Truppeneinheiten dient. Das DSCS-Programm wurde von der Defense Communications Agency (DCA) und später der Defense Information Systems Agency (DISA) koordiniert.
Von 1966 bis 2003 wurden 34 Satelliten der ersten, 16 Satelliten der zweiten und 14 Satelliten der dritten Generation gestartet.
Als Nachfolgesystem wird das ursprünglich nur als Übergangslösung geplante System Wideband Global SATCOM (WGS) ab 2007 gestartet. Jeder einzelne der WGS-Satelliten hat die Übertragungskapazität wie das gesamte DSCS-III-System.

## IDSCP

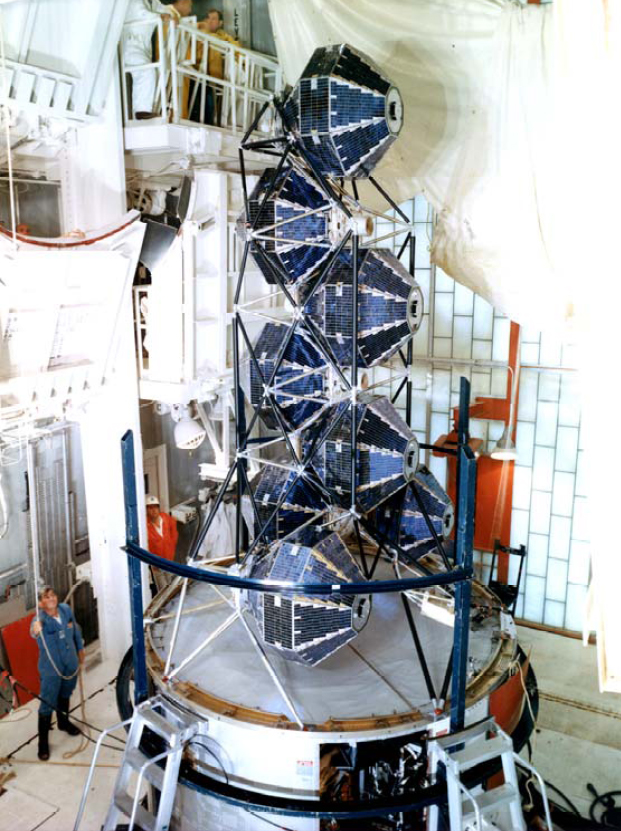
Acht IDCSP-Satelliten

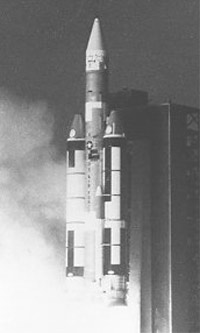
Start der Satelliten IDCSP 8 - 15 auf einer Titan-3C-Rakete

Die erste Generation des Systems wurde unter der Bezeichnung Initial Defense Communications Satellite Program (IDCSP) ab 1966 in den Orbit gebracht.
Die von Philco Ford gebauten Satelliten trugen jeweils einen X-Band-Transponder mit einer omnidirektionalen Antenne. Lediglich IDSCP 19 trug eine experimentelle Antenne, die auf die Erde ausgerichtet wurde. Es handelte sich dabei um Kleinsatelliten von nur 45 kg Startmasse, die sich in einer Umlaufbahn mit einer Periode von 22,2 Stunden etwas unterhalb der geosynchronen Umlaufbahn befanden. In dieser Umlaufbahn drifteten sie etwa 30° pro Tag. Dadurch war gewährleistet, dass kein Ort der Welt bei Ausfall eines der Satelliten für längere Zeit ohne Satellitenverbindung war.
Die Energieversorgung erfolgte durch Solarzellen, die sich auf den 26 Flächen des polyedrischen Satellitenkörpers befanden.
Bis zu acht Satelliten konnten mit einer Titan-3C in die beinahe geostationäre Umlaufbahn getragen werden, jedoch bestand die Nutzlast bei den meisten Starts aus weniger IDCSP Satelliten sowie ein oder zwei experimentellen Satelliten. Insgesamt wurden 34 Satelliten bei fünf Flügen gestartet, davon 27 erfolgreich. Die Starts erfolgten von der Cape Canaveral Air Force Station.
Nachdem die Satellitenkonstellation in den operativen Einsatz übernommen worden war, erhielt sie zunächst die Bezeichnung Interim Defense Satellite Communications System (IDSCS), später wurde sie als DSCS I bezeichnet. Während des Vietnamkriegs wurden Aufklärungsfotos mittels dieser Satelliten übertragen.
Das Konzept der sub-synchronen Umlaufbahn hatte sich nicht so gut bewährt, dass es für die späteren Satellitengenerationen übernommen wurde, da die Anzahl der erforderlichen Satelliten bei den geplanten komplexeren Systemen die Kosten massiv hätten ansteigen lassen.
| Satellit         | Startdatum      | Rakete   | Bemerkung                                                     |
| ---------------- | --------------- | -------- | ------------------------------------------------------------- |
| IDCSP 1 - 7      | 16. Juni 1966   | Titan-3C | Erfolg (7 Satelliten); zusammen mit GGTS-1 gestartet          |
| IDCSP (8) - (14) | 26. August 1966 | Titan-3C | Fehlschlag (7 Satelliten); zusammen mit GGTS-2 gestartet      |
| IDCSP 8 - 15     | 18. Januar 1967 | Titan-3C | Erfolg (8 Satelliten)                                         |
| IDCSP 16 - 19    | 1. Juli 1967    | Titan-3C | Erfolg (4 Satelliten); zusammen mit DODGE und LES 5 gestartet |
| IDCSP 20 - 27    | 13. Juni 1968   | Titan-3C | Erfolg (8 Satelliten)                                         |

## DSCS II

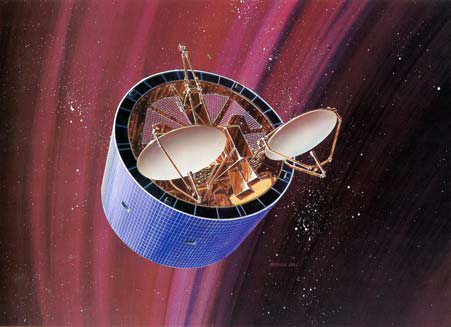
DSCS-II-Satellit

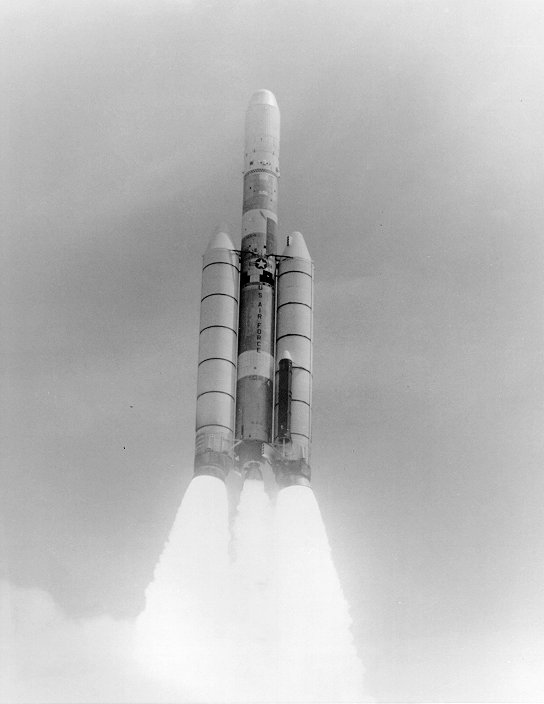
Start von DSCS-II-Satelliten auf einer Titan-3(23)C-Rakete

Die zweite Generation des DSCS-Systems bestand aus echten geostationären Satelliten. Diese von TRW gebauten Satelliten waren mit einer Startmasse von je 521 kg deutlich größer als die des Vorgängersystems. Sie besaßen einen spinstabilisierten Körper und eine Antennenplattform, die stetig auf die Erde ausgerichtet waren. Zur Datenübertragung dienten zwei 20-Watt-X-Band-Transponder. Zur Energieversorgung der Satelliten dienten Solarzellen mit einer Leistung von 535 Watt, die auf dem zylindrischen Satellitenkörper montiert waren. Zur Absicherung von Eklipsen besaßen die DSCS-II-Satelliten drei NiCd-Akkumulatoren. Ein Hydrazin-Antriebssystem erlaubte Korrekturen der orbitalen Position.
Die Satelliten wurden jeweils paarweise mit Titan-3(23)C-Raketen gestartet. Die letzten beiden Exemplare starteten jeweils mit einem Satelliten der nachfolgenden DSCS III-Generation auf leistungsstärkeren Titan-34D-Raketen.
Die operationale Konstellation bestand aus vier Satelliten, die auf den Orbit-Positionen 60°E, 175°E, 12°W und 135°W stationiert waren sowie zwei Ersatzsatelliten, die im Bedarfsfall auf die jeweiligen Positionen manöveriert wurden.
| Satellit                 | Startdatum        | Rakete              | Bemerkung                                   |
| ------------------------ | ----------------- | ------------------- | ------------------------------------------- |
| DSCS II 1 (DSCS II A1)   | 3. November 1971  | Titan-3(23)C        | Erfolg                                      |
| DSCS II 2 (DSCS II A2)   | 3. November 1971  | Titan-3(23)C        | Erfolg                                      |
| DSCS II 3 (DSCS II B3)   | 13. Dezember 1973 | Titan-3(23)C        | Erfolg                                      |
| DSCS II 4 (DSCS II B4)   | 13. Dezember 1973 | Titan-3(23)C        | Erfolg                                      |
| DSCS II 5 (DSCS II B5)   | 20. Mai 1975      | Titan-3(23)C        | Fehlschlag, zu niedrige Umlaufbahn erreicht |
| DSCS II 6 (DSCS II B6)   | 20. Mai 1975      | Titan-3(23)C        | Fehlschlag, zu niedrige Umlaufbahn erreicht |
| DSCS II 7 (DSCS II C7)   | 12. Mai 1977      | Titan-3(23)C        | Erfolg                                      |
| DSCS II 8 (DSCS II C8)   | 12. Mai 1977      | Titan-3(23)C        | Erfolg                                      |
| DSCS II 9 (DSCS II C9)   | 25. März 1978     | Titan-3(23)C        | Fehlschlag                                  |
| DSCS II 10 (DSCS II C10) | 25. März 1978     | Titan-3(23)C        | Fehlschlag                                  |
| DSCS II 11 (DSCS II C11) | 14. Dezember 1978 | Titan-3(23)C        | Erfolg                                      |
| DSCS II 12 (DSCS II C12) | 14. Dezember 1978 | Titan-3(23)C        | Erfolg                                      |
| DSCS II 13 (DSCS II D13) | 21. November 1979 | Titan-3(23)C        | Erfolg                                      |
| DSCS II 14 (DSCS II D14) | 21. November 1979 | Titan-3(23)C        | Erfolg                                      |
| DSCS II 15 (DSCS II F16) | 30. Oktober 1982  | Titan-34D IUS       | Erfolg; mit DSCS III 1 gestartet            |
| DSCS II 16 (DSCS II E15) | 4. September 1989 | Titan-34D Transtage | Erfolg; mit DSCS III 4 gestartet            |

## DSCS III

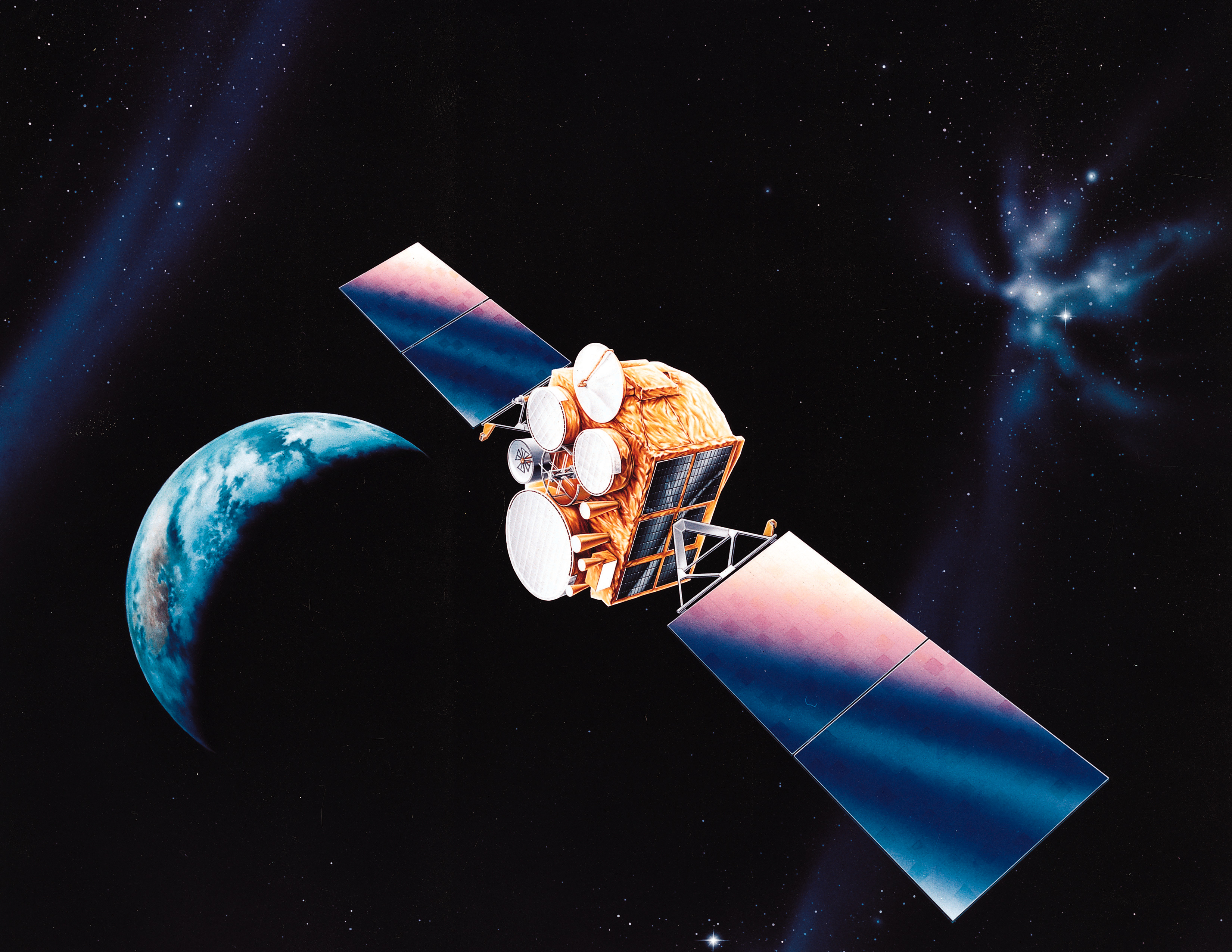
DSCS-III-Satellit

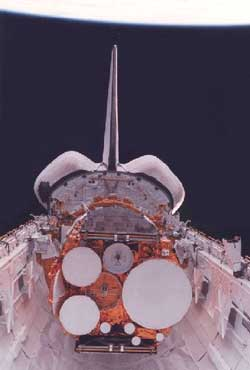
DSCS-III-Satelliten in der Nutzlastbucht der Raumfähre Atlantis (STS-51-J)

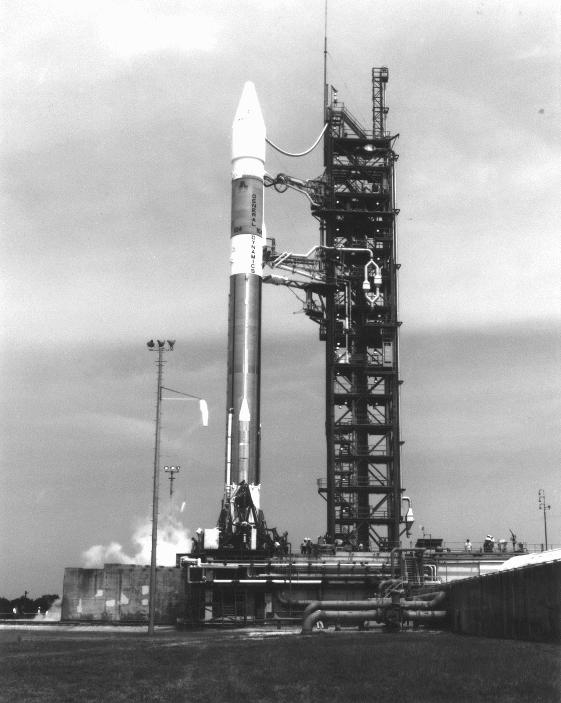
Atlas-2-Rakete mit dem DSCS-III-7-Satellit auf der Startrampe

Die Satelliten der dritten Generation wurden von General Electric (später Martin Marietta und Lockheed Martin) hergestellt. Es handelte sich dabei um 1235 kg schwere, dreiachsig stabilisierte Satelliten. Die Energieversorgung wurde durch zwei Solarzellenausleger von 1240 Watt Leistung gewährleistet, die über NiCd-Akkumulatoren abgesichert waren. Die geplante Lebensdauer der Satelliten der dritten Generation betrug zehn Jahre, was aber von den meisten Satelliten überschritten wurde.
Die Kommunikationssysteme der DSCS-III-Satelliten bestanden aus sechs SHF-Transpondern. Als Empfangsantennen dienten zwei globale Hornantennen und eine 61-Strahl-Nulling-Antenne. Die Sendeantennen bestanden aus zwei Hornantennen, zwei konfigurierbaren 19-Strahl-Antennen und einer schwenkbaren Parabolantenne.
Im Rahmen des Service Life Enhancement Program (SLEP) wurden die letzten vier Satelliten so modifiziert, dass ihre Datenübertragungsrate um 200 % gesteigert wurde.
Zunächst wurden die DSCS-III-Satelliten wie ihre Vorgänger paarweise gestartet, wobei sowohl Titan-Raketen als auch das Space Shuttle zum Einsatz kamen. Dabei wurden jeweils Oberstufen verwendet, die die Satelliten direkt in ihre geostationäre Umlaufbahn befördern konnten. Als das Space Shuttle nach der Challenger-Katastrophe nicht mehr für den Satellitentransport zur Verfügung stand, wurden die verbleibenden Satelliten auf Atlas-II- und später Delta-IV-Raketen umgebucht. Da diese Trägersysteme nicht in der Lage waren, einen direkten Einschuss in den geostationären Orbit durchzuführen, wurde den DSCS-III-Satelliten mit der IABS-Stufe eine zusätzliche Oberstufe mitgegeben, die diese Aufgabe erledigte.
| Satellit                   | Startdatum        | Rakete                           | Bemerkung                        |
| -------------------------- | ----------------- | -------------------------------- | -------------------------------- |
| DSCS III 1 (DSCS III A1)   | 30. Oktober 1982  | Titan-34D mit IUS                | Erfolg; mit DSCS II 15 gestartet |
| DSCS III 2 (DSCS III B4)   | 3. Oktober 1985   | Space Shuttle mit IUS (STS-51-J) | Erfolg                           |
| DSCS III 3 (DSCS III B5)   | 3. Oktober 1985   | Space Shuttle mit IUS (STS-51-J) | Erfolg                           |
| DSCS III 4 (DSCS III A2)   | 4. September 1989 | Titan-34D Transtage              | Erfolg; mit DSCS II 16 gestartet |
| DSCS III 5 (DSCS III B14)  | 11. Februar 1992  | Atlas-2 mit IABS                 | Erfolg                           |
| DSCS III 6 (DSCS III B12)  | 2. Juli 1992      | Atlas-2 mit IABS                 | Erfolg                           |
| DSCS III 7 (DSCS III B9)   | 19. Juli 1993     | Atlas-2 mit IABS                 | Erfolg                           |
| DSCS III 8 (DSCS III B10)  | 28. November 1993 | Atlas-2 mit IABS                 | Erfolg                           |
| DSCS III 9 (DSCS III B7)   | 31. Juli 1995     | Atlas-2A mit IABS                | Erfolg                           |
| DSCS III 10 (DSCS III B13) | 25. Oktober 1997  | Atlas-2A mit IABS                | Erfolg                           |
| DSCS III 11 (DSCS III B8)  | 21. Januar 2000   | Atlas-2A mit IABS                | Erfolg                           |
| DSCS III 12 (DSCS III B11) | 20. Oktober 2000  | Atlas-2A mit IABS                | Erfolg                           |
| DSCS III 13 (DSCS III A3)  | 11. März 2003     | Delta IVM mit IABS               | Erfolg                           |
| DSCS III 14 (DSCS III B6)  | 29. August 2003   | Delta IVM mit IABS               | Erfolg                           |